# 神々の山嶺
『神々の山嶺』（かみがみのいただき）は、夢枕獏による小説である。『小説すばる』にて1994年7月から1997年6月号まで連載された。1997年8月に集英社により上下巻が刊行され、のちに文庫化された。角川文庫では一巻本として刊行されている（実写映画版に合わせて『エヴェレスト 神々の山嶺』に改題されているが、内容は集英社版と同一）。1998年、第11回柴田錬三郎賞を受賞。後に、漫画化、映画化並びにアニメーション映画化された。

## 概要
登山家である羽生丈二が、前人未到のエベレスト南西壁・冬期無酸素単独登頂に挑む姿を描く。ストーリーに「ジョージ・マロリーはエベレストに登頂したのか」という実際の登山界の謎を絡めており、その謎に答えを出しているが、内容はフィクションである。
登山者向け雑誌『岳人』（ネイチュアエンタープライズ）では、2014年9月号より夢枕による『「神々の山嶺」創作ノート』を連載した。
また、この小説を原作とした漫画作品が谷口ジロー作画で『ビジネスジャンプ』（集英社）に2000年から2003年まで連載された。単行本全5巻。この作品は2001年に第5回文化庁メディア芸術祭マンガ部門・優秀賞を受賞した。2016年には実写映画化されている。
スピンオフ作品として長谷常雄が主人公の『呼ぶ山』があり、夢枕獏山岳短篇集の表題にもなっている。『グランドジャンプPREMIUM』2016年3月号では猿渡哲也の作画で漫画化された。
2021年には『Le Sommet des Dieux』のタイトルでフランスでアニメ化され、同年11月よりネットフリックスによって全世界（一部地域を除く。後述）へ配信された。日本では2022年7月に劇場公開された。

## あらすじ
メンバー全員が45才以上で構成される中年のエベレスト登山隊は、2人の滑落死者を出し失敗に終わる。遠征に参加したカメラマンの深町は帰国する隊員と別れ、あてどなくカトマンズの街をさまよう中、ふと立ち寄った古道具屋の店先で、年代物のカメラを目にする。
エベレスト登山史上最大の謎とされているジョージ・マロリーの、登頂の成否が記録された遺品と見た深町は即座に購入するが、カメラは宿泊先のホテルから盗まれてしまう。カメラの行方を追う内に、そのカメラはビカール・サンと呼ばれる日本人から盗まれた故売品であることが判明する。（ビカール・サンはネパール語で毒蛇の意味）故買商からカメラを取り戻すために、深町の前に姿を現したビカール・サンは、かつて日本国内で数々の登攀記録を打ち立てながら、ヒマラヤ遠征で事件を起こし姿を消した羽生丈二その人であった。
恋人との生活も破綻し、目標を見失いかけていた深町は、羽生の熱気に当てられるように、その足跡を追い始める。日本にいた頃の羽生は一流のクライマーだが、無愛想で、登山を優先するために定職につかず、海外遠征の資金にも事欠くフリーターだった。名を上げればスポンサーも付くはずと、危険な冬山登山を成功させたが、有名になったのは、直後に単独登頂を果たしたライバル・長谷常雄だった。
ザイルパートナーの岸文太郎を死なせる事故を起こし、登山仲間からますます敬遠され孤立する羽生。だが羽生は、死んだ岸の妹・涼子に、無記名で何年間も贖罪の金を送り続けるような男だった。
それらの事情を調べ上げ、涼子から最後の送金がネパールの消印だった事実を聞き出す深町。羽生を慕う涼子を伴って、深町は再びネパールに飛んだ。盗まれたカメラを探して怪しげな故買商を巡る内に、羽生がシェルパのアン・ツェリンの家に同居していることが判明した。羽生がアン・ツェリンの娘と夫婦になっていると知った涼子は、静かに日本に帰っていった。
羽生が登山家としては既に峠を越した年齢でありながら、エベレストの最難関ルートである南西壁の冬季無酸素単独登攀を目論んでいると察知した深町は、カメラマンとして同行を申し出た。証拠写真など必要ないと断る羽生。だが、深町は諦めずに同行の許可を勝ち取った。話もせず、手も貸さないという条件で、羽生の後方から登攀を開始する深町。
空気の薄い八合目で天候が急変し、深町は絶壁に張り付いたまま意識を失う。そんな深町を救助し、背負ってビバーク地点まで登りきる羽生。翌日、深町を下山させた羽生は、単独でさらに登攀を続けた。ベースキャンプまで戻り、シェルパのアン・ツェリンと共に待ち続ける深町。だが、羽生は遂に戻らず、登頂に成功したか否かも分からずじまいとなった。
ベースキャンプを畳み下山する際に、深町に小さな包みを渡すアン・ツェリン。それは、探していたカメラだった。羽生は何度も南西壁に挑むうちにマロリーの遺体を発見し、カメラを持ち帰っていたものの、フィルムの現像には興味がなかった。カメラに添えられた手紙には「登頂だけが、俺やマロリーが山に登る理由ではない…」と、羽生の思いが綴られていた。

## 登場人物
深町 誠（ふかまち まこと）
本作の主役であり、語り手。クライマー兼カメラマン。
1993年のエベレスト遠征で仲間を失い、クライマーとしても卒業が見え始めてきた中で、将来を現実的に考えざるを得なくなり、懊悩していた。そんな折、カトマンズ滞在中に故買屋でマロリーのヴェストポケット・オートグラフィック・コダック・スペシャルを入手したことがきっかけで、マロリーのフィルムとエベレスト登頂の真相を追い始める。初めは半ば現実逃避のように始めた探求だったが、その中で出会った羽生の人生に強く惹かれ、彼の後を追いかけてゆくこととなる。
瀬川加代子という恋人がいたが、登山仲間である加倉典明に奪われ、その加倉も山で雪崩に遭い帰らぬ人となってしまったため、やり場のない想いを胸に抱えている。
羽生 丈二（はぶ じょうじ）
クライマー。岩壁登攀に天賦の才を持ち、谷川岳一ノ倉沢の鬼スラを始めとした国内の数々の難所を攻略するが、知名度不足のため資金難で、海外遠征できずにいた。協調性が無く、あまりにも登山を優先させるその生き様にザイルパートナーは長続きせず、後輩の岸文太郎を事故で失ってからは単独登攀を好むようになっていく。
1979年にグランドジョラスの冬季単独登攀中に滑落して負傷するも、驚異的な精神力と体力で生還する。その経験を買われ、1984年の冬季エベレスト登山隊に参加するが、第1次アタック隊に参加できないことを不満に下山し、そのまま失踪。その後はネパールに不法滞在し、シェルパとして働きながらエベレストの冬季単独登攀を計画していた。その間にマロリーの遺体とカメラを発見しており、これが深町と縁を結ぶきっかけとなる。
キャラクターモデルは森田勝。
アン・ツェリン
エベレスト登頂2回の経験を持つベテランのシェルパ。「タイガー」呼称制度最後のシェルパでもあり、イギリスより「タイガーバッジ」を授与されたことがある。
羽生に命を救われて以来、ネパールで羽生を支援してきた。また、羽生が涼子に贈ったターコイズ（トルコ石）のネックレスは、かつてアン・ツェリンの妻が着用していたものである。なお実際に田部井淳子が世界初のエベレスト女性サミッターとなったとき、共にアタックした男性サーダー名がアン・ツェリンである。
長谷 常雄（はせ つねお）
羽生より3歳若い天才クライマー。羽生に先駆けて鬼スラや海外の高峰を単独登攀するライバル。羽生に比べると暗い面がなく社交的だが、登山に対しては羽生と同じく、人に譲らない我の強さを持っている。1985年のK2無酸素単独登山中、雪崩に巻き込まれて死亡した。
キャラクターモデルは長谷川恒男。
岸 涼子（きし りょうこ）
岸文太郎の妹で羽生の恋人。兄の死をきっかけに羽生と交流を持つようになり、羽生が失踪した後も彼を待ち続けた。
羽生の過去を探る深町と出会ったことでネパールに探しに行くこととなるが、カメラを巡って誘拐事件に巻き込まれることになる。また、深町と共に過ごす内に、互いに複雑な想いを寄せ合うようになる。
岸 文太郎（きし ぶんたろう）
羽生の後輩。あまりの強烈な個性に孤立していた羽生を慕って山岳会に入会した青年で、羽生と同じく幼い頃に両親を亡くしている。
岩壁登攀の素質があり、珍しく羽生とも良い関係を築いたものの、初めて羽生のザイルパートナーとなったクライミング中に墜落死。この事が羽生をよりいっそう孤立させる原因となった。
宮川（みやかわ）
アウトドア雑誌の副編集長を務める編集者。深町の協力者で、羽生とカメラの謎を追う彼に様々な支援を行う。
工藤 英二（くどう えいじ）
深町とともにエベレスト遠征に参加した7人のうちの一人で、本業は医者。深町に伊藤浩一郎を紹介したほか、ネパールから帰ってきた深町の診療も行った。
ジョージ・マロリー
実在の人物。1924年のイギリス第3次エベレスト遠征隊でアンドリュー・アーヴィンと頂上にアタックしたが遭難。登頂の成否が謎となっていた。
本作では彼の遺体とカメラのフィルムが発見され謎も解明されるが、これはフィクションであり、実際には本作の刊行から2年後の1999年に英米合同調査隊によって遺体は発見されたものの、カメラとフィルムは発見されなかった。そのため、遺体発見後に刊行された文庫版においてはラストシーンが変更されており、作者の夢枕もあとがきでその旨を綴っている。
ナラダール・ラゼンドラ
カトマンズで故買品を扱う商人。多くの部下を抱えているほか裏世界にも通じており、周囲から一目置かれる存在。カメラをきっかけに深町や羽生と深く関わって行く。
穏やかそうな風貌とは裏腹に苛烈で強かな一面も持っており、かつてはグルカ兵の部隊長で、ビクトリア勲章を授与された過去がある。イギリスの傭兵として半生を費やしたことへの後悔から、余生を祖国ネパールのために使いたいと願っており、自己の情熱のためだけに人生を賭ける羽生を自分とは対照的な人間だと評した。
マニ・クマール
登山用品店「サガルマータ」の店主。登山用具だけでなく、中古品、仏具など様々なものを扱っており、中には盗品と思われるものまで扱っている。
善人ではないが馬鹿ではないという周囲の評の通り、金儲けに関して嗅覚が優れており、金になりそうな話については、時には汚い手を使うこともあるが、なかなか尻尾を掴ませない。また、カメラを巡って涼子が誘拐されたことを知った際には、カメラの価値がなくなると判断して手を引くなど、リスクに対しても敏感。
ダワ
外国人専用登山用品店「ガネーシャ」の店主。アン・ツェリンの知人で、彼を探していた深町のメッセンジャー役を引き受けたほか、涼子が着用していたターコイズの首飾りを見て大事にするよう助言した。
井上 真紀夫（いのうえ まきお）
羽生と同じく、実力はありながら経済的に恵まれていなかったクライマー。羽生の熱意に押され難度の高い「冬季鬼スラ」の初登攀に成功するが、その後自己中心的な羽生と決別した。会社員となり先鋭登山から引退するが、羽生が現役を貫くことを確信していた。
キャラクターモデルは岩沢英太郎。
伊藤 浩一郎（いとう こういちろう）
先鋭的な登攀を行っていた青風山岳会の顧問。初心者の羽生を鍛え上げた。
多田 勝彦（ただ かつひこ）
登山用品メーカー「グランドジョラス」の営業本部長。アドバイザリー契約を結んでいた羽生と共にヨーロッパ三大北壁を登攀したが、羽生の強烈なエゴを目の当たりにし、彼が孤立した原因を知る事になる。

## 漫画
谷口ジローは、山を扱った作品『K』を執筆する際に、森田勝の伝記を読み、森田勝を主人公にして描けないか出版社に打診したが実現しないでいた。ある時、佐藤嗣麻子が夢枕獏に『神々の山嶺』の漫画化を谷口ジローに依頼するよう勧めた。谷口ジローは、実は『神々の山嶺』の主人公は森田勝がモデルだったと知り、快諾した。マロリーの登頂の成否など、原作と異なる点がいくつか見られる。2001年に第5回文化庁メディア芸術祭マンガ部門優秀賞
を、2005年には第32回アングレーム国際バンド・デシネ・フェスティバル最優秀美術賞を受賞した。

### 初出
谷口ジローの作画で、『ビジネスジャンプ』の第16巻第5号（2000年2月15日（5）号）から第19巻第7号（2003年3月15日（7）号）まで連載された。

### 単行本
単行本は全47話を5巻に分冊して刊行されている。フランス語、スペイン語、ドイツ語、中国語、英語、朝鮮語、クロアチア語及びタイ語に翻訳された。
日本語
- 神々の山嶺〈ビジネスジャンプ愛蔵版〉、2000年 – 2003年、集英社。
- 神々の山嶺〈集英社文庫〉、2006年 – 2007年、集英社。
- 神々の山嶺〈ヤングジャンプコミックスGJ愛蔵版〉、2016年、全3巻、集英社。
- 神々の山嶺〈谷口ジローコレクション〉、2022年、集英社。

フランス語
2022年の時点で累計38万部以上を売り上げている。
- Le Sommet des dieux, Made in, 2004 – 2005, Kana.
- Le Sommet des dieux, Made in, 2010 – 2011, Kana.

スペイン語
- La cumbre de los dioses, 2007 – 2008, Ponent Mon.

イタリア語
- La vetta degli Dei, Lizard, 2012 – 2014, Rizzoli Libri.

朝鮮語
- 신들의 봉우리、2009年 – 2010年、애니북스。
- 신들의 봉우리、2021年 – 2023年、문학동네。

## 映画
『エヴェレスト 神々の山嶺』（エヴェレスト かみがみのいただき）のタイトルで平山秀幸の監督により実写映画化され、2016年3月12日公開。配給は東宝、アスミック・エース。主演は岡田准一。
2015年3月、ネパールでクランクイン。エベレストのベースキャンプ付近の標高5200mでのロケを含め、4月上旬にかけて同地で撮影が行われた。直後の4月25日にネパール地震が発生し、エヴェレストでも大規模な雪崩が発生した。映画では同地震で甚大な被害を受けたカトマンドゥの被災前の様子も映像に収められている。6月にクランクアップ。
2016年3月8日にはネパール大地震復興支援チャリティー試写会が行われ、皇太子徳仁親王一家が出席した。一家揃っての映画の鑑賞は2009年の『HACHI 約束の犬』以来、約7年ぶり。

### キャスト
- 深町誠 - 岡田准一[25]
- 羽生丈二 - 阿部寛[25]
- 岸凉子 - 尾野真千子[25]
- 宮川 - ピエール瀧[32]
- 井上 - 甲本雅裕[32]
- 岸文太郎 - 風間俊介[32]
- 長谷渉 - 佐々木蔵之介[32]
- アン・ツェリン - テインレィ・ロンドゥップ[33]
- 斎藤 - 山中崇
- 工藤 - 田中要次

### スタッフ
- 原作 - 夢枕獏「神々の山嶺」（角川文庫・集英社文庫）
- 監督 - 平山秀幸
- 脚本 - 加藤正人
- 音楽 - 加古隆
- 主題歌 - イル・ディーヴォ「喜びのシンフォニー」[34]
- 製作代表 - 角川歴彦
- エグゼクティブプロデューサー - 井上伸一郎、豊島雅郎
- 企画・プロデュース - 高秀蘭
- プロデューサー - 井上文雄、岡田有正
- 撮影 - 北信康
- 山岳撮影 - 村口徳行
- 照明 - 渡部嘉
- 美術 - 中澤克己
- 録音 - 小松将人
- 編集 - 洲﨑千恵子
- スクリプター - 古谷まどか
- プロデューサー補 - 山本英之
- 助監督 - 吉田和弘
- 製作担当 - 石渡宏樹
- プロダクション統括 - 椿宜和
- 音楽プロデューサー - 水田大介
- 宣伝プロデューサー - 鈴木崇史
- 共同プロデューサー - 片山宣
- ラインプロデューサー - 梶川信幸
- ネパールロケ協力 - ICEFALL
- 協力 - 公益社団法人日本山岳協会、日本登山医学会
- 特別協力 - 全日本空輸、モンベル
- 助成 - 文化庁文化芸術振興費補助金[35]
- 配給 - 東宝、アスミック・エース
- 制作プロダクション - KADOKAWA、角川大映スタジオ
- 製作 - 映画「エヴェレスト 神々の山嶺」製作委員会（KADOKAWA、TBSテレビ、アスミック・エース、電通、WOWOW、東宝、KDDI、ジェイ・ストーム、毎日放送、CBCテレビ、集英社、RKB毎日放送、茂田オフィス、北海道放送）

## アニメーション映画
漫画版の映画化権を手に入れたジャン＝シャルル・オストレロにより、フランスで2021年にアニメーション映画化された。題名は漫画版のフランス語訳題と同じ『Le Sommet des dieux』としたが、「dieux（神々）」すなわちアニミズムに馴染みのないフランス人に理解してもらうのに苦労したとしている。2021年7月に第74回カンヌ国際映画祭でプレミア上映されたのち、同年9月にフランス国内で300を超える劇場で公開され、コロナ禍にも関わらず13万人超の動員を達成した。その後、米国で2021年11月24日、英国で同年11月26日に英語吹き替え版が公開され、日本では2022年7月8日に日本語吹き替え版が公開された。また、Netflixが配信権を得て、2021年11月から日本国など一部の地域を除く全世界で配信をしている。第47回セザール賞アニメーション映画賞並びに第27回リュミエール賞最優秀アニメーション賞を受賞した。

### スタッフ
- 監督[41]：パトリック・インバート（フランス語版）
- 脚本[41]：マガリ・ポーゾル、パトリック・インバート、ジャン＝シャルル・オストレロ
- プロデューサー[41]：ジャン＝シャルル・オストレロ、ディディエ・ブルナー、ダミアン・ブルナー、ステファン・ローラン
- 製作総指揮[41]：ティボー・ルビー
- 美術[41]：ダヴィド・コッカーダッソー、ミケール・ロベール
- 音楽[41]：アミン・ブハファ
- 編集[41]：カミーユルヴィス・テリー、ベンジャミン・マッスブル

### フランス語版キャスト
- 深町誠 - Damien Boisseau[42]
- 羽生丈二 - Lazare Herson-Macarel[42] / Éric Herson-Macarel[42]
- 岸文太郎 - Kylian Trouillard[42]
- 岸涼子 - Elisabeth Ventura[42]

### 英語版キャスト
- 深町誠 - Darren Barnet[43]
- 羽生丈二 - Rich Ting[43]
- 岸文太郎 - Ray Yamamoto[43]
- 岸涼子 - Keiko Agena[43]

### 日本語版キャスト
- 深町誠 - 堀内賢雄[41]
- 羽生丈二 - 大塚明夫[41]
- 岸文太郎 - 逢坂良太[41]
- 岸涼子 - 今井麻美[41]